# 9866 Kanaimitsuo
9866 Kanaimitsuo (1991 TV4) là một tiểu hành tinh vành đai chính được phát hiện ngày 15 tháng 10 năm 1991 bởi S. Otomo ở Kiyosato.